# Dømmesyge
Dømmesyge er en betegnelse for en tilbøjelighed til at dømme andres handlinger eller motiver. Dømmesyge er en væsentlig bestanddel i sladder og mobning, og den kan skabe udgangspunkt for mere åbenlyst destruktive handlinger.
For at sætte sig til doms over andre må man kunne se eller konstruere en tydelig forskel mellem egen fortræffelighed og andres mangler. I denne skelnen ligger en kim til diskrimination og vrangforestillinger om andre. Af samme grund har man fra oldtiden taget afstand fra dømmesyge og betragtet den som et udslag af dødssynden hovmod (superbia).
| filosofi | Spire Denne filosofiartikel er en spire som bør udbygges. Du er velkommen til at hjælpe Wikipedia ved at udvide den. |